# Rudolf Jasiok
Kpt. Rudolf Jasiok (8. února 1919 Dolní Suchá – 30. září 1944 Zyndranowa) byl jedním z nejúspěšnějších tankových velitelů 1. československého armádního sboru; padl během Karpatsko-dukelské operace.

## Život

### Před druhou světovou válkou
Rudolf Jasiok se narodil 8. února v havířovské Dolní Suché v rodině horníka Rudolfa Jasioka a jeho ženy Františky. V roce 1931 a tedy v době hospodářské krize rodina vyslyšela nabídky náborářů hledající důlní odborníky a odstěhovala se do Sovětského svazu. Zde žila v městě Parižskaja Kommuna, kde Rudolf Jasiok starší pracoval v dolech a Františka Jasioková jako učitelka v mateřské škole. V roce 1938 byla celá rodina nucena přijmout občanství Sovětského svazu. Rudolf Jasiok mladší vychodil desetiletou základní školu a poté vystudoval čtyřletou chemickou střední průmyslovou školu v Rostově na Donu.

### Druhá světová válka
Po napadení Sovětského svazu nacistickým Německem byl Rudolf Jasiok jako bývalý občan území, které se stalo Protektorátem Čechy a Morava, internován a převeden pracovat v dřevozpracujícím závodě v Molotovu. Dne 12. února 1942 využil v Buzuluku možnosti vstoupit do vznikající československé jednotky. Zařazen byl do štábní roty, následně do roty spojovací. Zúčastnil se bitvy u Sokolova. Po absolvování školy pro důstojníky v záloze byl 3. července 1943 přiřazen ke vznikajícímu československému tankovému praporu. Po potřebném výcviku se stal v září téhož roku velitelem tanku T-34/76 s bojovým jménem Bachmač. Zúčastnil se osvobození Kyjeva a dalších bojů během sovětského postupu na západ. Vyznamenal se během bojů o Bílou Cerekev. O svůj tank přišel 24. ledna 1944 u Ostrožan při podpoře ženistů při likvidaci mostu přes Hirský Tikyč, kdy se pod ním prolomil led. Dne 1. dubna 1944 byl ustanoven velitelem 2. roty 1. praporu 1. československého tankového pluku. Dne 25. srpna 1944 se oženil s Viktorií Koremnou. Byl členem organizace Komunistické strany Československa, která ale byla vzhledem k proklamované apolitičnosti armády organizací nelegální, což bylo během vlády této strany přehnaně akcentováno. Během Karpatsko-dukelské operace převzal po zranění Richarda Tesaříka na určitou dobu velení praporu. Dne 30. září 1944 během prvního pokusu o překročení československých hranic u vesnice Zyndranowa dostal jeho tank dva zásahy a ppor. Rudolf Jasiok padl. Společně s ním zahynuli řidič des. Viktor Agapčuk a nabíječ des. Michal Alexej, střelec voj. Antonín Hejduk padl po opuštění tanku. Z vozidla byl Rudolf Jasiok vyproštěn 8. října a 10. října pohřben ve skupinovém hrobě na vojenském hřbitově v Dukelském průsmyku. Jeho busta je pak součástí zdejší aleje hrdinů. Jeho tank T-34/85 4050112 byl opraven a zničen až výbuchem miny 30. října 1944 v Korejovcích. Velení 3. praporu po něm převzal ppor. Lumír Písarský.

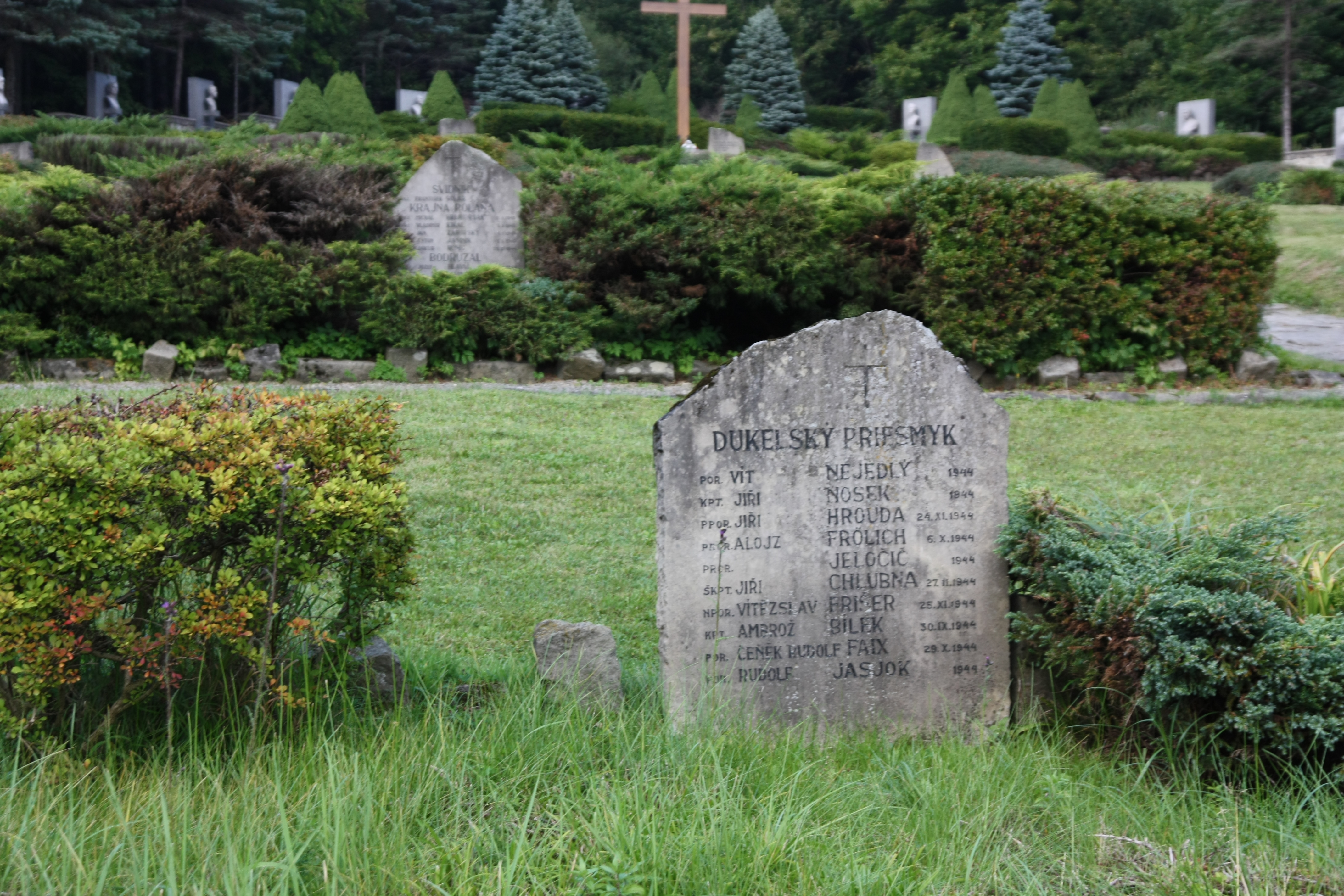
Skupinový hrob, ve kterém je pohřben i Rudolf Jasiok, v areálu Památníku československého armádního sboru v Dukelském průsmyku

## Ocenění

### Vyznamenání
- 1943 Řád rudé hvězdy
- 1944 2× Československý válečný kříž 1939
- 1944 Pamětní medaile československé armády v zahraničí
- 1944 Řád vlastenecké války II. st.
- Sokolovská pamětní medaile

### Posmrtná ocenění
- V roce 1946 byl Rudolf Jasiok in memoriam povýšen do hodnosti kapitána
- 1945 Řád vlastencké války I. st.
- 1946 Československá medaile Za chrabrost před nepřítelem i. m.
- 1969 Hrdina Československé socialistické republiky i. m.
- Řád Bílého lva za vítězství i. m.
- Dukelská pamětní medaile i. m.
- Po Rudolfu Jasiokovi byla pojmenována kasárna v Žatci[2]
- Po Rudolfu Jasiokovi byla pojmenována základní škola v Prostřední Suché. V jejím interiéru byla Rudolfu Jasiokovi v roce 2007 odhalena pamětní deska.[3] Jeho jméno nese i přilehlá ulice. Mezi lety 1975 a 1990 stál před školou pomník s tankem T-34 Rudolfu Jasiokovi věnovaný.[4]